# James Alan Robinson
James Alan Robinson (* 1960 Chelmsford) je britsko-americký ekonom a politolog. Je profesorem na Harris School of Public Policy na Chicagské univerzitě. V letech 2004 až 2015 vyučoval na Harvardově univerzitě. Spolu s Daronem Acemogluem napsal několik knih, včetně The Narrow Corridor, Why Nations Fail a Economic Origins of Dictatorship and Democracy. V roce 2024 získali oba Nobelovu pamětní cenu za ekonomii za své srovnávací studie o prosperitě mezi národy. Acemoglu a Robinson trvají na tom, že rozdíly v rozvoji mezi zeměmi jsou způsobeny výhradně rozdíly v politických a ekonomických institucích, a odmítají jiné teorie, které připisují rozdíly kultuře, klimatu, geografii nebo nedostatku znalostí o nejlepší formě správy. Základním znakem úspěšných společností je, že jsou stabilní na straně jedné a zároveň na straně druhé umožňují "kreativní destrukci". Tvrdí také, že "demokracie se upevňuje, když elity nemají silnou motivaci ji svrhnout."